# Koeldag
Een koeldag is een maat voor de koelbehoefte op een specifieke plaats.
In Nederland is een koeldag gedefinieerd als de gemiddelde dagtemperatuur minus de referentietemperatuur mits groter dan nul. De referentietemperatuur is gesteld op 17 °C. Op jaarbasis worden koeldagen gesommeerd.
Als gevolg van de wereldwijde temperatuurstijging neemt het aantal koeldagen per jaar sterk toe.